# گس (فیلم)
گس فیلمی به کارگردانی و نویسندگی کیارش اسدی‌زاده ساختهٔ سال ۱۳۹۱ است. گس جایزه بهترین بازیگر نوظهور نسل نو جشنواره فیلم رم ۲۰۱۳ را کسب کرد، این جایزه به به مجموعه بازیگران فیلم اهدا شد.

## بازیگران
- پانته‌آ پناهی‌ها
- صابر ابر
- شبنم مقدمی
- سیما مبارک شاهی
- رویا جاویدنیا
- احسان امانی
- مهسا علافر
- محمدرضا غفاری
- سیامک صفری
- ماهانا نورمحمدی
- شهرام دقوقی